# Iso Kokkolampi
Iso Kokkolampi och Pieni Kokkolampi eller Kokkolammit är sjöar i Finland. De ligger i kommunen Tervola i landskapet Lappland, i den norra delen av landet, 700 km norr om huvudstaden Helsingfors. Kokkolammit ligger 164,5 meter över havet. Arean är 21,8 hektar och strandlinjen är 2,27 kilometer lång. Sjön  ingår i Simo älvs huvudavrinningsområde. 